# داميان جيرمان
داميان جيرمان (بالإنجليزية: Damian German)‏ هو لاعب كرة قدم أمريكي في مركز الهجوم، ولد في 17 يونيو 1996 في فينيكس في الولايات المتحدة. لعب مع ريال موناركس ونادي توكسون.